# Formica maculata
Formica maculata é uma espécie de formiga do gênero Formica, pertencente à subfamília Formicinae.